# Gusukō Budori no denki
Gusukō Budori no denki (グスコーブドリの伝記?) è un film d'animazione del 2012 diretto da Gisaburō Sugii.
La pellicola, prodotta dalla Tezuka Productions, è il remake dell'omonimo film del 1994.